# Певное
Певное — деревня в Вяземском районе Смоленской области России. Входит в состав Вязьма-Брянского сельского поселения. Население — 220 жителей (2007). 
Расположена в восточной части области в 1 км к юго-востоку от Вязьмы, в 3 км восточнее автодороги Р132 Вязьма — Калуга — Тула — Рязань. В 1 км севернее деревни расположена железнодорожная станция Вязьма-Брянская на линии Вязьма — Занозная. 

## История
В годы Великой Отечественной войны деревня была оккупирована гитлеровскими войсками в октябре 1941 года, освобождена в марте 1943 года. 
В 2004 году посёлок преобразован в село.